# Michael Jackson (scriitor)
Michael Jackson (n. 27 martie 1942, Wetherby, Anglia, Regatul Unit – d. 30 august 2007, Londra, Anglia, Regatul Unit) a fost un scriitor și jurnalist britanic, autor al unor cărți și articole de mare influență despre bere și whisky.

## Munca sa
Devine celebru în cercurile criticilor de bere în 1977 când publică The World Guide To Beer, carte tradusă în continuare în zeci de limbi, una din cărțile fundamentale cu acest subiect. Cartea sta la baza teoriei moderne de stabilire a stilului berii dupa o serie de factori: culoare, aroma, ingrediente, rețetă, istorie, origini, metoda de producere.
Dar cea mai importantă moștenire care ne-a lăsat-o Michael Jackson este că a ridicat berea de la statulul unei simple băuturi răcoritaore la adevarata ei valoare și anume a uneia din cele mai extraordinare băuturi din lume, cu o tradiție îndelungată, cu rădăcini adânci în istoria mai multor civilizații.
Munca sa a avut o mare influență în popularizarea berii facute în casa în S.U.A. și Canada. În această direcție a realizat și cel mai popular show tv pe această temă: The Beer Hunter, ce a rulat pe Discovery Channel.
În 2006 se află oficial ca el suferă de Parkinson și diabet. Un an mai târziu avea să decedeze în urma unui infarct.

## Scrieri
- (1976). The English Pub
- (1977) The World Guide to Beer
- (1987) The World Guide to Whisky
- (1988) New World Guide to Beer (Updated)
- (1991) Michael Jackson’s Great Beers of Belgium
- (1991) Pocket Guide to Beer
- (1997) Michael Jackson’s Beer Companion
- (1998) Ultimate Beer
- (1998) Little Book on Beer
- (1999) Michael Jackson’s complete guide to Single Malt Scotch (fourth ed.). Philadelphia, Pennsylvania: Running Press Book Publishers. ISBN 0-7624-0731-X
- (2000) Michael Jackson’s Great Beer Guide.
- (2001) Scotland and its Whiskies
- (2003). You’ve Got the Wrong Guy: Jesus Juice is Wine
- (2005). Bar and Cocktail Party Book
- (2005). Whiskey
- (2007). Tyskie Vademecum Piwa (The Tyskie Beer Compendium), promotional book, polish language